# Еготело темнокрилий
Еготело темнокрилий (Aegotheles wallacii) — вид дрімлюгоподібних птахів родини еготелових (Aegothelidae).

## Поширення
Поширений на острові Нова Гвінея та архіпелазі Ару. Поширений у тропічних низовинних та гірських дощових лісах.

## Опис
Птах завдовжки 20-23 см і вагою 46–52 г. Верхня частина темно-коричнева з білими плямами та кінчиками пір'їн. Нижня частина світло-сіра з темними смужками. Та грудях є темно-коричневі плями, на шиї — білий комірець.

## Спосіб життя
Як і всі еготелові активний вночі. Вдень ховається в дуплах. Живиться комахами. Про розмноження даних немає